# Huevos divorciados
Los huevos divorciados son una preparación culinaria mexicana que consiste en dos huevos fritos, uno bañado con salsa verde y el otro con salsa roja, de manera que se ven claramente diferenciados. Para que no se mezclen las dos salsas juntas, en medio se coloca una barrera de otro alimento, típicamente frijoles refritos, a veces con totopos, o bien chilaquiles, con aderezo de queso fresco o perejil y cebolla, o a veces también un molote. Es un desayuno tradicional en el centro y sur del país, y se cree que es originario de la Ciudad de México. Es un derivado de los huevos rancheros.